# Henryk II Trastámara
Henryk II, znany jako Henryk Trastámara (hiszp. Enrique II de Trastámara, ur. 13 stycznia 1333 w Sewilli, zm. 29 maja 1379 w Santo Domingo de la Calzada) – król Kastylii i Leónu w latach 1369–1379. Był synem Alfonsa XI i jego kochanki Eleonory de Guzmán. Jako hrabia Trastámara, dał początek dynastii królów panujących w Kastylii i Leónie, a później również w Aragonii, zwanej od jego tytułu dynastią Trastámara.

## Walka o tron Kastylii
Był wychowywany i uczony przez królewskiego nauczyciela Rodrigo Alvareza, hrabiego Trastámara (krewnego Alfonsa XI), który w 1345 scedował swój tytuł na Henryka. Sytuacja Henryka i jego rodzonych braci zmieniła się radykalnie po śmierci ich ojca, który w roku 1350 padł ofiarą epidemii dżumy. Królem został przyrodni brat Henryka, jedyny legalny syn Alfonsa XI – Piotr I, zwany Okrutnym. Królowa wdowa Maria Portugalska (matka Piotra I) po śmierci męża rozkazała uwięzić Eleonorę de Guzman, po czym prawdopodobnie z jej rozkazu, dawna kochanka króla została stracona (1351).
Spowodowało to bunt Henryka i jego brata Fadryka Alfonsa przeciwko królowi i jego matce. Młody król swe rządy opierał na drobnej szlachcie, mieszczaństwie i prawnikach zrażając tym samym do siebie wielkie rody arystokratyczne. Rosnącej opozycji przewodził dawny doradca króla Jan Alfons de Albuquerque, który teraz sprzymierzył się z Henrykiem i jego braćmi. Bunt został jednak stłumiony, a zamachowcy zbiegli do Aragonii, gdzie otrzymali wsparcie króla Piotra IV Aragońskiego. Pomiędzy Kastylią i Aragonią wybuchł długoletni konflikt zwany wojną Dwóch Piotrów. W wojnie tej przewagę zdobył Piotr I, który w bitwie pod Aravianą (1359) pokonał Henryka Trastámara i jego stronników. Henryk wyruszył wówczas do Francji szukając kolejnych sojuszników przeciw przyrodniemu bratu.

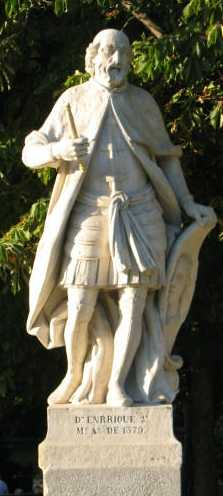
Pomnik Henryka II w Madrycie

Do 1365 roku trwała tylko wojna między Aragonią i Kastylią, w której Henryk nie brał czynnego udziału i która miała charakter wewnętrznego konfliktu hiszpańskiego. Sytuacja zmieniła się od chwili wmieszania się sił francuskich i angielskich, co przerodziło ją w jeden z frontów wojny stuletniej. Henryk zdobył poparcie dla swojej sprawy we Francji i w 1366 roku wkroczył ponownie do Hiszpanii z oddziałami francuskimi pod wodzą Bertranda du Guesclina. Dzięki temu wsparciu zmusił Piotra do ucieczki i zdobył w Kastylii przewagę, co umożliwiło mu 29 marca 1366 roku dokonanie koronacji w Burgos. Piotr I zdobył jednak w tym czasie poparcie angielskie i wkrótce nadciągnął z Gaskonii prowadząc posiłki angielskie, którymi dowodził następca angielskiego tronu, Edward Czarny Książę. Mimo przewagi liczebnej wojsk kastylijsko-francuskich Henryk Trastámara został pokonany w wielkiej bitwie pod Nájera (1367). Piotr I, który tryumfował głównie dzięki postawie angielskich łuczników nie zdołał jednak rozstrzygnąć konfliktu na swoją korzyść. Gdy tylko poróżnieni z nim Anglicy opuścili Kastylię, Henryk raz jeszcze zaatakował brata i tym razem pokonał go w bitwie pod Montiel (1369). Piotr schronił się wówczas na zamku w Montiel, gdzie został otoczony przez siły Henryka. W czasie osobistych pertraktacji pomiędzy braćmi Henryk własnoręcznie zamordował Piotra, co utorowało mu drogę do tronu.

## Panowanie
Jako król pozostał sojusznikiem Francji i przeciwnikiem Anglii i Portugalii. Generalnie w polityce wewnętrznej kontynuował on centralizacyjny kurs swojego przyrodniego brata i poprzednika. Władza jego umocniła się po odparciu ataków dwóch pretendentów do tronu Kastylii i Leónu: 
- Jana z Gandawy, księcia Lancaster i męża Konstancji – córki Piotra Okrutnego,
- Ferdynanda I, króla Portugalii i prawnuka Sancho IV Kastylijskiego.

Ustabilizowanie pozycji międzynarodowej Henryka nastąpiło w 1375 roku, gdy udało mu się ostatecznie zawrzeć pokój z Anglią i Aragonią. Wewnątrz kraju natomiast umacniał swą władzę jednając sobie stronników licznie nadawanymi godnościami i dobrami (tzw. Mercedes enriqueñas).
Henryk był pierwszym, po królu wizygockim z końca VII w. n.e. Egice władcą Hiszpanii, który użył antysemityzmu jako narzędzia walki politycznej. Wiązało się to m.in. z tym, że mniejszość żydowska w Kastylii wyraźnie sympatyzowała z jego przeciwnikiem Piotrem I Okrutnym. Oznaczało to koniec koegzystencji i okres pogromów, a za sto lat dało podstawę do wygnania Żydów i zaowocowało inkwizycją.
Henryk ożenił się z Joanną Manuelą, córką Jana Manuela, przywódcy młodszej gałęzi królewskiego domu kastylijskiego, i Blanki de Lara de la Cerda (wnuczki Ferdynanda de la Cerda). Ze związku tego narodzili się:
- Jan (1358–1390), król Kastylii i Leónu,
- Eleonora (1362–1416), żona Karola III, króla Nawarry,
- Joanna (1367–1374).

Ze związków pozamałżeńskich król miał jeszcze 14 innych dzieci.